# حرف هجاء
حرف الهجاء أو حرف المبنى : في اللغة العربية، هو: الذي تبنى منه الكلمة. وفي علم قراءات القرآن إذا ما أريد به «حرف التهجي» فباعتبار الصفات المتعلقة بنطقه؛ فهو إما أن يكون أصليا، أو فرعيا. فالحرف الأصلي هو: الذي ينطق بتمامه، من مخرجه متصفا بجميع صفاته الأصلية. وعدد الحروف الأصلية تسعة وعشرون حرفا، أو ثمانية وعشرون حرفا، على القول بإسقاط الألف لضعفه. والحرف الفرعي هو: الذي لا يخرج خالصا بتمام نطقه من مخرجه. ويسمى: «فرعيا» لتفرعه من الحرف الأصلي. والحروف الفرعية هي حروف أصلية تنطق غير خالصة.
في التجويد، الحرف هو أصغر وحدة لتكوين الكلمة القرآنية. تقسم الحروف إلى 29 حرفا أصليا على أرجح الآراء. و 3 حروف غير أصلية.

## أقسام الحروف

### حروف أصلية
و هي 29 حرف على أرجح الآراء وهي
- الهمزة ء
- الألف ا
- الباء ب
- التاء ت
- الثاء ث
- الجيم ج
- الحاء ح
- الخاء خ
- الدال د
- الذال ذ
- الراء ر
- الزاي ز
- السين س
- الشين ش
- الصاد ص
- الضاد ض
- الطاء ط
- الظاء ظ
- العين ع
- الغين غ
- الفاء ف
- القاف ق
- الكاف ك
- اللام ل
- الميم م
- النون ن
- الهاء هـ
- الواو و
- الياء ي

### حروف فرعية
و هي حروف غير المذكورة بالأعلى تأتي على أحوال خاصة مثل:
- اللام المفخمة
- الغنة
- الصاد المشمة بالزاي
- السين المشمة بالياء

## حركة الحرف
للحرف أن يأتي على حالات متعددة من حيث الحركة إلا أن تلك الحالات يمكن وضعها تحت حالتين عامتين من حيث تقسيم أحكام التجويد

### السكون
و هي أكثر الحالات استثارة لأحكام التجويد نظرا لصعوبة نطق الحرف عند السكون
```
اللسان لا يعمل مع الحرف الساكن
```

و تندرج تحت حالة السكون حالات فرعية

#### السكون الحقيقي
و هو أن يأتي الحرف ساكنا (بلا حركة) وعلامته في رسم المصحف على أحد الحالات التالية
- وجود علامة تشبه رأس الحاء
- تعرية الحرف من الشكل وفي هذه الحالة غالبا ما يوجد حكم تجويدي

تتبع حروف المد هذه الفئة من الحالات فكل حرف مد ساكن

#### الحرف المشدد
و هو في الأصل التقاء حرفين من نفس الجنس أولهما ساكنا والثاني متحركا وينتج الحرف المشدد
و علامته في رسم المصحف وجود علامة الشدة وهي تشبه رأس السين 
يأتي الحرف المشدد على أربعة أوجه
1. الحرف المشدد بالفتح
2. الحرف المشدد بالكسر
3. الحرف المشدد بالضم
4. الحرف المشدد بالسكون وهو حالة عارضة تنتج عن الوقف على الحرف المشدد ككلمة ((جآنّ)) في سورة الرحمن وله أحكامه الخاصة به

### الحركة
هو أن يأتي الحرف على صورة غير صورة السكون ويندر وجود الأحكام في هذه الحالة نظراً لسهولة نطق الحروف وتأتي الحروف المتحركة على ثلاثة أوجه:
1. الفتح
2. الكسر
3. الضم

حالات ترقيق الراء:
1. إذا كانت مكسورة.
2. إذا كانت ساكنة وما قبلها مكسور.
3. إذا كانت ساكنة وما قبلها ساكن وما قبله مكسور.
4. إذا كانت ساكنة وما قبلها ياء ساكنة.